# Алдеалпозо
Алдеалпозо (шп. Aldealpozo) је општина у покрајини Сорија у аутономној заједници Кастиља и Леон, Шпанија.